# Corbie
 Corbie  es una comuna y población de Francia, en la región de Alta Francia, departamento de Somme, en el distrito de Amiens. Es la cabecera del cantón de su nombre. Su gentilicio francés es Corbéens.
En sus límites se encontraba la abadía benedictina de Corbie.

## Demografía
| 4647 | 5261 | 5466 | 6176 | 6152 | 6317 |
| Para los censos de 1962 a 1999 la población legal corresponde a la población sin duplicidades (Fuente: INSEE [Consultar]) |      |      |      |      |      |